# Reza Haddadian
Reza Haddadian (in persiano رضا حدادیان‎; Sari, ...) è un imprenditore e dirigente sportivo iraniano.
Proprietario del Nassaji Mazandaran Football Club, di Varesh Airlines, è membro dell'Associazione delle compagnie aeree iraniane.
Ex campione di scherma, è membro della Federazione iraniana di scherma, alla cui presidenza si è candidato, e ha presieduto il comitato di scherma della Provincia di Teheran per vari anni, incarico da cui si è dimesso per via dei numerosi impegni concomitanti.